# Мери Попинз (героиня)
 Тази статия е за героинята.  За филма вижте Мери Попинз (филм).  За книжната поредица вижте Мери Попинз (книжна поредица).
Мери Попинз е нереален персонаж и едноименна главна героиня на книжната поредица „Мери Попинз“ на австралийско-британската писателка Памела Травърз заедно с всичките ѝ адаптации. Вълшебна английска бавачка, тя е довяна от източния вятър в дома на сем. Банкс на улица „Черешово дърво“ 17 в Лондон, където ѝ е поверено да се грижи за децата на семейството. Травърз придава на Попинз акцента и речника на истинска лондонска бавачка: базови нотки на кокни, подплатени с приглушена аристократичност.
Джули Андрюс, която изиграва героинята във филмовата адаптация от 1964 г., получава Оскар за най-добра актриса. Похвалена за изпълнението си на Попинз в продължението от 2018 г., Емили Блънт получава номинация за Златен глобус за най-добра актриса във филм – комедия или мюзикъл. В музикалната адаптация от 2004 г. в Театър „Уест Енд“ в Лондон Лора Мишел Кели получава наградата „Лорънс Оливие“ за най-добра актриса в мюзикъл за изпълнението си на Попинз.

## Описание
Типична английска бавачка, Мери Попинз е строга, но грижовна жена, която използва магия и самоконтрол, за да се грижи за децата на сем. Банкс. Обикновено се разпознава по практичната ѝ шапка и чадъра ѝ с папагалена дръжка, които носи със себе си навсякъде; тя също така има силата да се телепортира до мястото, което желае. Добра е към децата, но може да бъде твърда, когато е необходимо. Тя е „практически перфектна във всяко отношение“. Във филмовата версия е млада жена с излъчване на грация и елегантност.
Авторката Памела Травърз е непоколебима относно появата на Мери Попинз в илюстрациите на романа, работейки в тясно сътрудничество с илюстраторката Мери Шепард, за да създаде образа на героинята. В крайна сметка те базират външния вид на бавачката на този на дървена холандска кукла: висока и кокалеста, с къса черна коса, големи сини очи, чип нос и стиснати устни. Първоначално Травърз възразява срещу избирането на Джули Андрюс за ролята на Мери Попинз, твърдейки, че актрисата е твърде привлекателна за ролята, но след срещата си с нея писателката се съгласява.

### Книги
Мери Попинз в книгите на Травърз е строга жена, утвърждавайки необичайната си марка дисциплина над четирите (по-късно пет) деца на сем. Банкс, които са под нейна отговорност. Мери е много суетна и винаги се възхищава на себе си в огледалото и по витрините. Непрекъснато чете лекции на децата за тяхното лошо поведение, особено когато те посочват вълшебствата ѝ, тъй като постоянно отрича, че е нещо друго освен спретната дама. Мери показва по-нежната си страна само около приятелите си, сред които Кибритопродавача (Бърт), г-жа Кори и Нели-Рубина.
Тя има много роднини, всеки със своя собствена свръхестествена или друга ексцентрична природа, като поне един от тях се появява във всяка книга. Изглежда добре позната на всякакъв вид магически същества (магьосници, говорещи животни и др.), които се появяват в книгите, някои от които много я обичат, а други са ужасени от нея. Някои герои, най-вече една нагла птица, видяна в първите две книги, я наричат „Голямото изключение“, което означава, между другото, че тя е единственото човешко същество, запазило магическите тайни, притежавани от бебетата (като силата да общуват с животни), докато пораснат и забравят за тях. Някои от нейните приключения се случват в Лондон, други в странни царства, които по-късните писатели могат да идентифицират като магически измерения. В литературен план тя може да бъде описана като герой, който съществува във всеки възможен фентъзи жанр (готически, митичен, градски и т.н.) наведнъж: има много странни хора и феномени в света, но само Мери Попинз е запозната с тях всички. В първата книга от поредицата Попинз пристига на ул. „Черешова“ 17 в Лондон, в дома на семейство Банкс, с пътната си чанта от килим, довеяна от източния вятър. Тя си тръгва, когато отварящ чадъра си и западният вятър я отнася.

### Филми
Мери Попинз във филма на Дисни, изобразена от Джули Андрюс, също е доста строга, но в същото време по-нежна, весела и грижовна към двете деца на сем. Банкс, за които отговаря. Мери също е приятелка с Бърт (Дик Ван Дайк), майстор на всички занаяти, който се чувства добре с магията на Мери. Освен това е по-малко суетна и егоистична (въпреки че има няколко препратки към нейната суета, когато заменя мърлявото стенно огледало с по-елегантно и пее дует с отражението си) и е много по-симпатична към двете деца от бавачката в оригиналните истории. Емили Блънт изиграва Мери Попинз в продължението „Мери Попинз се завръща“.

### Сценичен мюзикъл
Както в Театър „Уест Енд“ в Лондон, така и в Бродуейските версии на сценичния мюзикъл, героинята на Мери Попинз е по-съзнателно мистериозна, отколкото във филмовата версия. Тя е малко по-строга с децата (които са и по-палави от събратята си по книги и филми), но само защото иска те да станат най-добрите. Мери в сценичната версия също е по-наясно с чувствата на Бърт към нея.

## Развитие
Мери Попинз се появява за първи път в разказа „Мери Попинз и кибритопродавачът“ (на англ. "Mary Poppins and the Match Man") през 1926 г. и в няколко ранни откъса от първия роман. Памела Травърз по-късно променя историята за произхода на героинята, заявявайки, че тя изглежда напълно оформена в съзнанието ѝ през 1934 г.

## Значими изображения
- Джули Андрюс в британско-американския едноименен игрален филм на Дисни от 1964 г. и в целия мърчъндайз;
- Мери Уикс в американския теелвизионен сериал Studio One (епизод „Мери Попинз“) през 1949 г.;
- Наталия Андрейченко в съветския филм от 1983 г. „Мэри Поппинс, до свидания!“
- Лора Мишел Кели в оригиналните продукции на Уест Енд и Бродуей на сценичния мюзикъл;
- Ашли Браун в оригиналния бродуейски вариант и в оригиналните турнета в САЩ на сценичния мюзикъл;
- Скарлет Стрален в постановките на сценичния мюзикъл в Лондон и Бродуей;
- Бианка Марокин в мексиканската продукция на сценичния мюзикъл;
- Лиса О'Хеър в турнето в Лондон и Великобритания на сценичния мюзикъл;
- Каролайн Шийн в оригиналното турне в Обединеното кралство и турнето в САЩ на сценичния мюзикъл;
- Линда Олсон в шведската продукция на сценичния мюзикъл;
- Верити Хънт-Балард в австралийската продукция на сценичния мюзикъл;
- Виктория Съмър (в ролята на Джули Андрюс) в американския игрален филм „Спасяването на мистър Банкс“;
- Зизи Стрален в турнето в Обединеното кралство на сценичния мюзикъл и възраждането на Уест Енд през 2019 г. в Лондон;
- Емили Блънт в американския игрален филм „Мери Попинз се завръща“

### Озвучаване
- Татяна Воронина (певица) в съветския филм „Мэри Поппинс, до свидания!“
- Джулиет Стивънсън в адаптацията на романа на Би Би Си Радио

### Пародии
- Ан Хатауей (в знак на почит към Джули Андрюс) в кратка пародийна скица в сезон 34, епизод 4 на Saturday Night Live през 2008 г.
- Кристен Бел в пародийното видео Funny or Die от 2013 г., озаглавено Mary Poppins Quits.

## Други
Разказът на Нийл Геймън „Проблемът на Сюзън“ ("The Problem of Susan") споменава произведение, публикувано след смъртта на Травърз – „Мери Попинз носи зората“ (Mary Poppins Brings in the Dawn), в което Попинз е бавачката на Иисус Христос.
Мери Попинз се появява в „Черно досие“ (Black Dossier) – третия графичен роман на Алън Мур „Лигата на необикновените джентълмени“, когато се отнася към творбата „Пламтящия свят“ (Blazing World) на Маргарет Кавендиш. По-късно Попинз се появява отново в Century: 2009 и побеждава Антихриста, създаден от Оливър Хадо. В тази си поява вид тя и други герои намекват, че Мери може да е олицетворение на Бог.
В поредица, честваща британската детска литература по време на церемонията по откриването на Летните олимпийски игри в Лондон през 2012 г., група от над тридесет Мери Попинз с чадъри се спускат масово, за да се бият и победят кошмарите (злодеите Дама купа, Капитан Хук, Круела де Вил и лорд Волдемор), преследващи детските мечти. Поредицата се нарича „Втората надясно и направо до сутринта“ ("Second to the right and straight on till morning").
Персонажът на Тери Пратчет Сюзън Сто Хелит пародира Мери Попинз по различни начини, най-ясно в романа „Дядо Прас“.
В епизод 8 на „Семейство Симпсън“ – "Simpsoncalifragilisticexpiala(Annoyed Grunt)cious" Мардж наема нова икономка за семейството на име Шари Бобинс (озвучена от Маги Розуел), която, въпреки че се опитва да помогне на сем. Симпсън да станат по-добри хора, в крайна сметка е принудена да стане алкохоличка.
В епизода „Padre de Familia“ от сезон 6 на американския тв сериал „Семейният тип“ Питър, облечен като Мери Попинз, пристига, за да се погрижи за Майкъл и Джейн, но в крайна сметка ги убива.
Уебкомиксът Cheshire Crossing на Анди Уеър изобразява мис Мери Попинз през 1910 г., преди да започне работа в сем. Банкс, докато работи като учителка на д-р Ърнест Ръдърфорд от Cheshire Crossing и е отговорна за Алис Лидел и Уенди Дарлинг заедно с бившия си ученичка Дороти Гейл на Лиман Франк Баум. При пътуване до страната на Оз Попинз е идентифициран като вещица от Злата вещица на Запада и е разтопена с кофа вода, преди да бъде съчленена отново от Ръдърфорд с чаена лъжичка трапезна захар. Във версията на физическия графичен роман от 2017 г. на Cheshire Crossing Попинз е преименувана на „Гуендолин Поул“ поради ограничения от наследството на Памела Травърз, въпреки че запазва името „Попинз“ във версията на уебкомикса Tapas. В адаптацията на аудио играта Попинз (като Поул) е озвучен от Ребека Солер.
Натали Шафър (в ролята на Лови Хауъл) играе подобна на Мери Попинз героиня на име „Мери Попдин“ в поредица от сънища на епизода „And Then There Were None“ на американския тв сериал „Островът на Гилиган“.
В „Пазители на Галактиката: Втора част“ Питър Куил/Звездният лорд сравнява героя Йонду с Мери Попинз в кулминацията, която води до това гордо да провъзгласи „Аз съм Мери Попинз, всички вие!“ докато спасява Звездния лорд от смъртта във вакуума на Космоса.
В „LEGO: Филмът 2“ героиня на име Лари Попинз (озвучен от Йорма Таконе) е мъжкият двойник на Мери Попинз.
Благодарение на феноменалния успех на едноименния филм от 1964 г. Мери Попинз редовно се появява във всички паркове и курорти на Дисни. Тя винаги е придружена от кибритопродавача Бърт и се намира на главната улица в района на Main Street, USA – първата увеселителна зона в много от увеселителните паркове на Дисни. Тя може да бъде намерена и в Павилиона на Обединеното кралство на Световната витрина в Epcot в Дисни Уърлд.